# インスリン様成長因子結合タンパク質3
インスリン様成長因子結合タンパク質3（インスリンようせいちょういんしけつごうタンパクしつ3、英: insulin-like growth factor-binding protein 3、IGF結合タンパク質3、IGFBP-3）は、ヒトではIGFBP3遺伝子によってコードされるタンパク質である。IGFBP-3は6種類のインスリン様成長因子結合タンパク質（IGFBP-1からIGFBP-6）のうちの1つである。これらは高度に保存された構造を持ち、インスリン長成長因子IGF-1とIGF-2に対して高い親和性で結合する。IGFBP-7もこのファミリーに含まれることがあるが、保存された構造的特徴もIGFに対する高い親和性も持たない。IGFBP-7はIGF-1受容体（IGF1R）に結合してIGF-1とIGF-2の結合を遮断し、アポトーシスをもたらす。

## 機能
IGFBP-3は、1986年にヒト血漿中で初めて単離と特徴づけ、定量がなされた。血液循環、細胞外環境、そして細胞内での機能は良く記載されている。IGFBP-3は血中の主要なIGF運搬タンパク質であり、IGF-1またはIGF-2のいずれか、そしてさらにIGFALS（ALS）と呼ばれる3つ目のタンパク質とともに安定な複合体を形成し、これらの成長因子を運搬する。
IGF-1やIGF-2との高親和性結合は、これらに共通の受容体であるIGF1Rへのアクセスを制限し、in vitroとin vivoの多くの系で成長阻害効果を示す。IGFとの高親和性結合はN末端ドメインの疎水性残基やC末端の残基との相互作用によって行われているようであり、妊娠時などに観察されるようにIGFBP-3が部分的に分解されている場合であっても、これらの相互作用は協調的にIGFの結合を維持する。単離されたIGFBP-3断片のIGF結合親和性は大きく低下するが、それでも増殖阻害活性を維持していることがさまざまな細胞系で報告されている。

## 遺伝子とタンパク質の構造
IGFBP3遺伝子はヒトの7番染色体に位置し、タンパク質をコードする4つのエクソンと3'UTRに位置する5番目のエクソンから構成される。IGFBP1遺伝子とは近接してtail-to-tail型に配置されており、両者は約20 kb離れている。IGFBP3遺伝子にコードされるIGFBP-3タンパク質は、27残基のシグナルペプチドに264残基の成熟タンパク質が続いている。IGFBP-3は他の高親和性IGFBPと共通した3ドメイン構造からなる。
1. 保存されたN末端ドメインにはシステインリッチ領域（12個のシステイン残基）が存在し、複数のドメイン内ジスルフィド結合、IGF結合の主要な部位となるIGFBPモチーフ（GCGCCXXC）が存在する。
2. 高度な多様性を示す中央ドメインまたはリンカードメインはIGFBP間で約15%の保存性しかみられない。
3. 保存されたC末端ドメインには副次的IGF結合部位、システインリッチ領域（6個のシステイン残基）、ヘパリンを結合する18残基の塩基性モチーフ、ALS結合部位、そして核局在配列が存在する。

リンカードメインは最も多くの翻訳後修飾が行われる部位であり、グリコシル化、リン酸化、そしてタンパク質の限定分解が行われる。電気泳動分析では、IGFBP-3は2–3か所のN-グリコシル化部位の糖鎖修飾の有無によって2つのバンドとして出現する。低グリコシル化IGFBP-3は長期のグルコース飢餓後にみられる場合がある。
多くのプロテアーゼがIGFBP-3をリンカードメインの1か所で切断することが知られており、妊娠中の女性の血中ではIGFBP-3は完全な分解が生じているが、それでも正常量のIGF-1とIGF-2を運搬することができる。タンパク質分解によって生じた2つの断片間の協調的な相互作用のため、分解後もIGF結合部位は維持され、結合能力が維持されているようである。

## 産生部位と調節
IGFBP-3のmRNAは調査されたすべての組織で発現しており、ラットの組織では腎臓、胃、胎盤、子宮、肝臓で最も高く発現している。ラットの肝臓では、IGFBP-3のmRNAは類洞内皮などの非実質細胞に存在するが、肝細胞ではみられない。対照的に、ヒトの肝細胞はIGFBP-3を発現する。
ヒト血清中のIGFBP-3のレベルはIGF-1と同様に成長ホルモン（GH）に依存しており、先端巨大症では上昇し、GH欠乏小児では低下している。しかし、ヒト肝臓でのIGFBP-3の遺伝子発現はGHに依存しない。ヒト血清中ではIGFBP-3はIGF-1、ALSと複合体を形成することで安定化されるが、これらがどちらもGH依存的であるため、血清中のIGFBP-3も見かけ上はGHによって調節される。肝臓以外の一部の組織での産生が直接GHによって調節されている可能性もある。
IGFBP3遺伝子の最も広く研究されている多型である、プロモーター領域のヌクレオチド-202の多型は、血液循環中のIGFBP-3のレベルと有意な関係がみられるが、その機構は不明である。
TGF-β、TNF-α、ビタミンD、レチノイン酸、IGF-1などの因子や、がん抑制因子p53を活性化する化学療法などの刺激は、細胞によるIGFBP-3の産生を増加させる。

## 相互作用
血液循環中のIGFBP-3の主要なリガンドは、IGF-1、IGF-2、そしてALSである。血清タンパク質トランスフェリン、フィブロネクチン、プラスミノーゲンもIGFBP-3に結合することが知られている。細胞内や組織環境ではさらに多くの相互作用が記載されている。LRP1（low density lipoprotein receptor-related protein 1）とTMEM219という互いに無関係な2つの細胞表面タンパク質がIGFBP-3受容体とされている。LRP1はα2-マクログロブリン受容体、V型TGF-β受容体としても知られている。どちらも抗増殖作用を媒介すると考えられている。EGF受容体、I/II型TGF-β受容体との機能的相互作用も報告されており、プロテオグリカンなど他の細胞表面タンパク質もIGFBP-3を結合する。IGFBP-3はクラスリンやカベオリンを介したエンドサイトーシスによって細胞内に移行することもあり、おそらくトランスフェリン受容体が関与している。
IGFBP-3は細胞核へも移行する。その機構は完全には解明されていないが、インポーチン-βへの結合が関与している。核内では、IGFBP-3はレチノイドX受容体、レチノイン酸受容体、ビタミンD受容体、PPARγ、Nur77へ直接結合することで核内受容体の活性を調節し、またDNA依存性プロテインキナーゼと相互作用してDNA損傷修復を促進する。

## 細胞への作用
IGFBP-3は、IGF-1とIGF-2によるIGF1Rの活性化（細胞増殖を促進する）を遮断することで多くの細胞種に対して抗増殖作用を示す。例えば、食道上皮細胞では、IGF-1刺激に対する応答は分泌されたIGFBP-3によって抑制され、上皮成長因子（EGF）によってIGFBP-3がダウンレギュレーションされることで応答は回復する。IGFBP-3は、IGF1Rを完全に欠失した細胞に対してもIGF1Rシグナルに対する作用とは独立した機構で細胞の機能を阻害する。IGF（またはIGF1R）に依存しない効果は、IGF結合親和性が低下した変異型IGFBP-3を用いて研究が広く行われている。分化中の軟骨細胞前駆体細胞において、IGFBP-3によって誘導されるアポトーシスはIGF非結合型のIGFBP-3変異体でも等しく観察され、その機構にはIGFの結合が関与していないことが示されている。IGFBP-3によるIGF1R非依存的な成長阻害は、BaxやBadなどのアポトーシス促進タンパク質の誘導が関与している可能性があり、セラミド（アポトーシス促進脂質）によって媒介されているか、セラミドの作用を増強している可能性がある。
IGFBP-3の典型的な成長阻害効果とは対照的に、IGFBP-3による細胞増殖の刺激も観察されている。この作用はIGF刺激による増殖を促進する場合と、IGF-1が存在しなくても起こる場合とがある。内皮細胞や乳腺上皮細胞では、IGFBP-3の刺激作用にはスフィンゴシンキナーゼの活性化と、EGF受容体のトランス活性化によって増殖を促進する生理活性脂質であるスフィンゴシン-1-リン酸の生成が関与していることが示されている。

## がんにおける役割
細胞成長実験や動物のがんモデル、疫学的研究によると、IGFBP-3は低浸透度のがん抑制遺伝子として機能するようである。
IGFBP-3の調節異常は多くのがんへの関与が示唆されている。肝細胞がんや非小細胞肺がんなど一部のがんでは、プロモーターの高メチル化による組織発現のダウンレギュレーションは患者の予後の悪さと関係している。しかし、培養細胞でIGFBP-3に阻害的な役割と刺激的な役割の双方が観察されているように、乳がん、膵臓がん、淡明細胞型腎細胞がんなど他のがんのタイプでは、IGFBP-3の組織発現の高さが予後の悪さと関連付けられている。こうしたin vivoにおけるIGFBP-3の対照的な影響を調節する機構はあまり解明されていない。
IGFBP-3は健康な成人の血中に豊富に存在し（一般的には2–4 mg/L）、IGFとALSとの複合体の形成によって安定化されているため、腫瘍由来のIGFBP-3が血中濃度に大きな影響を与える可能性は低い。血中のIGFBP-3レベルとさまざまながんの存在やリスク、患者の予後とを関連付ける研究は多く存在するが、明確な結論は得られていないことが多い。例えば、女性では血漿中のIGFBP-3の高値は将来的な大腸がんのリスクの低下と関係しているが、男性と女性の双方を対象とした研究では、大腸がんのリスクは血漿中のIGFBP-3と正に関係しており、直腸がんでは有意な関係は見られない。大規模なシステマティックレビューでは、血中のIGFBP-3レベルは多くのがんのリスクの増加と緩やかな関連性を示すが、その結果は部位によって異なると結論づけられている。
前立腺がんが良性から転移性へと進行する過程でIGFBP-3タンパク質のレベルは低下するが、タンパク質の産生が完全に停止するわけではない。IGFBP-3は依然として前立腺がん細胞で（低いレベルで）産生され、周囲の環境に分泌される。しかしIGFBP-3は全長の機能的なタンパク質ではなく、切断されていることが知られている。これによりIGFのIGFBP-3に対する結合親和性が低下し、成長因子がIGF1Rに結合して細胞の生存を促進する可能性が高くなる。

## 結合パートナー
IGFBP3は次に挙げる因子と相互作用することが示されている。
- ADAM12（英語版）[53][54]
- ADAM28（英語版）[55]
- COL1A1（英語版）[56]
- FN1[21][57]
- IGFALS（英語版）[19]
- IGF1[6][58][59]
- IGF2[6][58]
- HSPA5[60]
- ヒューマニン[61]
- PLG[22]
- RXRA（英語版）[28]
- TF[20][62]
- KPNB1（英語版）[27]
- PRKDC[32]
- EGFR[32]
- LTBP1（英語版）[63]

## 関連文献
- “Insulin-like growth factor-binding proteins in serum and other biological fluids: regulation and functions”. Endocr. Rev. 18 (6):  801–31. (1998). doi:10.1210/er.18.6.801. PMID 9408744.
- “Insulin-like growth factor binding proteins: new proteins, new functions”. Horm. Res. 51 (2):  53–67. (1999). doi:10.1159/000023315. PMID 10352394.
- “Role of insulin-like growth factor binding protein-3 in breast cancer cell growth”. Microsc. Res. Tech. 59 (1):  12–22. (2002). doi:10.1002/jemt.10173. PMID 12242693.